# 藤の沢駅
藤の沢駅（ふじのさわえき）は、かつて北海道札幌市南区藤野にあった定山渓鉄道線の駅（廃駅）である。

## 概要
1918年（大正7年）10月17日の定山渓鉄道（現・じょうてつ）開業時より、当駅は存在していた。駅舎もあった。また、当駅より日本鉱業豊羽鉱山の選鉱所まで貨物専用鉄道 (2.1 km)が分岐していた。
もともとこの駅周辺の一帯が、藤野の開拓の起こりとなった地域だった。「マルジュウゴ」の屋号を持つ石狩の大漁師・村山伝兵衛が船材用の木材を切り出しで豊平川を流送したことが起こりとなり、明治期には一帯を「丸重吾の沢」と呼ぶようになった。
当駅の誕生に伴って、定山渓鉄道の線路の敷地を寄付した加藤岩吉、小沢清之助両人の名を取って「藤の沢」と駅名が名付けられ、「丸重吾の沢」に代えて部落名とした。
路線廃止に伴い1969年（昭和44年）11月1日に廃駅となった後、駅跡地は「藤野東公園」として整備されている。

## 歴史
- 1918年（大正7年）10月17日：開業。
- 1939年（昭和14年）4月17日：当駅 - 選鉱所間に貨物専用線を敷設[2]。
- 1963年（昭和38年）9月21日：当駅 - 選鉱所間の貨物専用線が廃止。
- 1969年（昭和44年）11月1日：定山渓鉄道線廃止に伴い廃駅。

## 駅周辺
- 札幌市立藤の沢小学校
- 国道230号
- 藤野1号通
- じょうてつバス「藤野3条2丁目」停留所 - 国道230号沿い。
- 豊平川

## 隣の駅
定山渓鉄道
定山渓鉄道線
石切山駅 - 藤の沢駅 - 十五島公園停留所
日本鉱業豊羽鉱山専用鉄道
貨物専用線
藤の沢駅 - 選鉱所